# NBA New Basket A-Zena 2014-2015
La NBA New Basket A-Zena 2014-2015 ha preso parte al campionato di Serie A2 femminile italiana col nome di aLmore Genova.
La squadra si è classificata al 4º posto nel Girone A di Serie A2, al 6º posto nel Girone D di Poule Promozione, ed a fine stagione ha rinunciato ai diritti per partecipare alla Serie A2 nella stagione 2015-2016.

## Verdetti stagionali
Competizioni nazionali
- Serie A2:

stagione regolare: 4º posto su 8 squadre (8-6);
poule promozione: 6º posto su 6 squadre (1-9);
playoff: non si è qualificata;
- Coppa Italia:

non si è qualificata;
- Supercoppa italiana:

non si è qualificata.
Competizioni europee
- Eurolega

non si è qualificata.

## Storia
La seconda stagione consecutiva in Serie A2 vede l'NBA-Zena in campo con il marchio aLmore, divisione etica dello sponsor Almo Nature.
La squadra è molto rinnovata e, soprattutto, presenta una novità assoluta per il basket femminile sotto la Lanterna, la prima giocatrice straniera (la croata Ana Božić).
Nel periodo precampionato Alessandra Visconti vince il bronzo ai mondiali universitari di 3vs3 in Brasile; la stessa Visconti e Diene vengono convocate ad un raduno della nazionale sperimentale e tutto sembra girare per il verso giusto alle rosanero: nonostante i disagi determinati dalle alluvioni (gare rinviate, allenamenti ridotti), la squadra inizia il campionato con il piglio giusto, issandosi in cima alla classifica grazie anche a vittorie di assoluto prestigio, come quella conseguita il 25 Ottobre a Genova contro il blasonatissimo Geas di Sesto S.Giovanni.
Le difficoltà arrivano all'improvviso, all'inizio di Dicembre: qualche partita "sottotono", un paio di sconfitte di troppo ed arrivano le dimissioni di coach Vaccaro. La squadra viene affidata ad Andrea Grandi ma la fortuna non lo assiste: al termine di una partita a lungo condotta contro Torino (squadra poi salita in A1), Visconti subisce un serio infortunio alla spalla destra. Sarà compromessa non solo la partita ma anche la stagione, alla vigilia della poule promozione.
Visconti non rientrerà più in campo, Grandi, in assenza di una sua sostituta all'altezza, sarà costretto a schierare quintetti con giocatrici in ruoli "improvvisati" e la poule promozione, nonostante due buone prove contro Torino, la vittoria a Vicenza ed una gagliarda partita a Castel S.Pietro, si chiuderà con una sola vittoria all'attivo.
La chiusura della poule promozione rappresenterà anche la chiusura (si spera temporanea) dell'avventura dell'NBA-Zena nei campionati nazionali. La mancanza di sponsor costringe la società a rinunciare alla Serie A2 cui avrebbe avuto diritto; il cambiamento è profondo anche a livello societario: l'intero Consiglio Direttivo (Besana, Fugazzi e Cabona) si dimette e subentrano Margiotta (Presidente), Signori (Vice Presidente) e Grandi (dirigente responsabile)

## Roster
| Giocatrici |
| ---------- |

|    | Naz.               | Ruolo | Sportivo               | Anno | Alt. | Peso |  |
| -- | ------------------ | ----- | ---------------------- | ---- | ---- | ---- |  |
| 4  | Croazia (bandiera) | G     | Ana Božić              | 1988 | 176  |      |  |
| 6  | Italia (bandiera)  | G     | Venus Eliana Carbonell | 1989 | 182  |      |  |
| 9  | Italia (bandiera)  | P     | Federica Bianchino     | 1996 | 172  |      |  |
| 10 | Italia (bandiera)  | A     | Nene Diene             | 1992 | 180  |      |  |
| 11 | Italia (bandiera)  | C     | Giulia Vanin           | 1995 | 186  |      |  |
| 12 | Italia (bandiera)  | A     | Caterina Battifora     | 1997 | 185  |      |  |
| 13 | Italia (bandiera)  | C     | Alessandra Visconti    | 1987 | 187  |      |  |
| 16 | Italia (bandiera)  | G     | Francesca Facchini     | 1998 | 172  |      |  |
| 17 | Italia (bandiera)  | A     | Marta Policastro       | 1998 | 176  |      |  |
| 18 | Italia (bandiera)  | P     | Alice Sansalone        | 1997 | 165  |      |  |
| 19 | Italia (bandiera)  | G     | Chiara Principi        | 1988 | 175  |      |  |
| 20 | Italia (bandiera)  | G     | Sara De Scalzi         | 1983 | 176  |      |  |
| 23 | Italia (bandiera)  | P     | Valentina Costa        | 1984 | 168  |      |  |

| Staff tecnico                            |
| ---------------------------------------- |
| Allenatore: Andrea Grandi dal 19/12/2014 |

| Vice Allenatore: Andrea Brovia |

| Preparatore Atletico: Manuela Pietronave |

| Allenatore: Vittorio Vaccaro fino al 18/12/2014 |